# 蔣坦
蔣坦（1823年—1861年），字平伯，號藹卿，浙江杭州府錢塘縣人。
秀才出身，擅長書法。道光七年與青梅竹馬的表妹關鍈（秋芙）訂婚，道光二十三年成婚，長年居住於杭州西湖。一日蔣坦在芭蕉葉上題句：「是誰多事種芭蕉，早也瀟瀟，晚也瀟瀟。」秋芙續曰：「是君心緒太無聊，種了芭蕉，又怨芭蕉。」秋芙患肺病十年，常感嘆：「人生百年，夢寐居半，愁病居半，襁褓垂老之日又居半，所僅存者，十一二耳；況我輩蒲柳之質，猶未必百年者乎？」咸豐年間秋芙病卒。
咸豐十一年，太平軍攻杭州，蔣坦避禍慈溪，投靠朋友王景曾，又回錢塘，不久餓死。著有《秋燈瑣憶》、《息影庵初存詩》、《集外詩》、《微波集》等。徐世昌《晚晴蓉詩匯》曰：“後秋芙死，藹卿為製《秋燈瑣憶》，皆幽閨遺事”。秋芙被林語堂形容是中國古代最可愛的兩個女性之一，另一個是沈復之妻陳芸。